# Plastovskij rajon
Il Plastovskij rajon (in russo Пластовский район?) è un rajon dell'oblast' di Čeljabinsk, nella Siberia occidentale. Istituito nel 2004, il suo capoluogo è Plast. Dal 22 gennaio 2024 il Plastovskij rajon è stato trasformato in Plastovskij okrug.